# Chromodes armeniacalis
Chromodes armeniacalis là một loài bướm đêm trong họ Crambidae.